# Jerzy Lackowski
Jerzy Lackowski (ur. 1956 w Krakowie) – polski pedagog, samorządowiec, publicysta, kurator oświaty w Krakowie w latach 1990–2002, dyrektor Studium Pedagogicznego Uniwersytetu Jagiellońskiego od 2003 r.

## Życiorys
Po zdaniu matury w VI Liceum Ogólnokształcącym w Krakowie studiował fizykę w Uniwersytecie Jagiellońskim, obronił pracę magisterską i doktorską. Podjął pracę jako nauczyciel. W 1990 r. powołany na stanowisko krakowskiego, a w 1999 r. małopolskiego, Kuratora Oświaty. Funkcję pełnił do 2002 r. Rok później został dyrektorem Studium Pedagogicznego UJ.
W latach 1992–1993 i 1997–2001 był doradcą parlamentarnych komisji edukacyjnych, w latach 1998–2001 członkiem Rady Konsultacyjnej MEN ds. Reformy Edukacji. Zaangażowany w działalność samorządową, w latach 1990–2002 był radnym Miasta Krakowa (w latach 1998–2002 przewodniczący komisji edukacji w kadencji), w latach 1994–1998 wiceprzewodniczącym wojewódzkiego krakowskiego Sejmiku Samorządowego w kadencji, w latach 2003–2010 członkiem zespołu edukacyjnego Rzecznika Praw Obywatelskich. Jest autorem m.in. projektu „Szkoła obywateli”, modelu oceny jakości pracy szkoły (placówki oświatowej), przeprowadzonych w 2008 r. na zlecenie MEN i sfinalizowanych raportem badań jakości pracy kuratoriów oświaty, oraz współautorem „Strategii rozwoju edukacji w Krakowie w latach 2011–2018”. Wykonywał ekspertyzy m.in. dla Sejmowej Komisji Edukacji, Najwyższej Izby Kontroli, Komisji Wspólnej Rządu i Samorządu Terytorialnego, Wojewódzkiego Urzędu Pracy w Krakowie.